# Pholetesor phaetusa
Pholetesor phaetusa är en stekelart som först beskrevs av Nixon 1973.  Pholetesor phaetusa ingår i släktet Pholetesor och familjen bracksteklar. Inga underarter finns listade i Catalogue of Life.